# کلود جامت
کلود جامت (انگلیسی: Claude Jamet؛ اوت ۱۹۲۹ – ۱۶ آوریل ۲۰۲۱) بازیکن فوتبال اهل فرانسه بود.
وی همچنین در تیم ملی فوتبال France Amateur بازی کرده‌است.